# Staré Křečany
Staré Křečany – gmina w Czechach, w powiecie Děčín, w kraju usteckim. Według danych z dnia 1 stycznia 2013 liczyła 1297 mieszkańców.